# UFC Fight Night: Vieira vs. Tate
 UFC Fight Night: Vieira vs. Tate (conosciuto anche come UFC Fight Night 198, oppure UFC on ESPN+ 56, o anche UFC Vegas 43)  è stato un evento di arti marziali miste tenuto dalla Ultimate Fighting Championship il 20 novembre 2021 all’UFC APEX di Las Vegas, negli Stati Uniti.

## Risultati
|                  | Divisione             |                       |                 |                   | Metodo                                      | Round           | Tempo           | Premio          |
| Card Principale  | Card Principale       | Card Principale       | Card Principale | Card Principale   | Card Principale                             | Card Principale | Card Principale | Card Principale |
| ---------------- | --------------------- | --------------------- | --------------- | ----------------- | ------------------------------------------- | --------------- | --------------- | --------------- |
|                  | Pesi gallo femminili  | Ketlen Vieira         | batte           | Miesha Tate       | Decisione unanime (48–47, 48–47, 49–46)     | 5               | 5:00            |                 |
|                  | Pesi welter           | Sean Brady            | batte           | Michael Chiesa    | Decisione unanime (29–28, 29–28, 29–28)     | 3               | 5:00            |                 |
|                  | Pesi mosca femminili  | Taila Santos          | batte           | Joanne Calderwood | Sottomissione (rear-maked choke)            | 1               | 4:49            | POTN            |
|                  | Pesi gallo            | Rani Yahya            | batte           | Kyung Ho Kang     | Decisione unanime (29–28, 29–28, 29–28)     | 3               | 5:00            |                 |
|                  | Pesi gallo            | Adrian Yanez          | batte           | Davey Grant       | Decisione non unanime (27–30, 29–28, 29–28) | 3               | 5:00            | FOTN            |
| Card Preliminare |                       |                       |                 |                   |                                             |                 |                 |                 |
|                  | Pesi piuma            | Pat Sabatini          | batte           | Tucker Lutz       | Decisione unanime (30–26, 30–27, 30–27)     | 3               | 5:00            |                 |
|                  | Pesi leggeri          | Rafa García           | batte           | Natan Levy        | Decisione unanime (29–28, 29–28, 29–28)     | 3               | 5:00            |                 |
|                  | Pesi paglia femminili | Lupita Godinez        | batte           | Loma Lookboonmee  | Decisione unanime (29–28, 29–28, 29–28)     | 3               | 5:00            |                 |
|                  | Pesi mosca            | Cody Durden           | batte           | Qileng Aori       | Decisione unanime (29–28, 29–28, 29–28)     | 3               | 5:00            |                 |
|                  | Pesi piuma            | Shayilan Nuerdanbieke | batte           | Sean Soriano      | Decisione unanime (29–28, 29–28, 29–28)     | 3               | 5:00            |                 |
|                  | Pesi paglia femminili | Luana Pinheiro        | batte           | Sam Hughes        | Decisione unanime (30–27, 30–27, 29–28)     | 3               | 5:00            |                 |

## Premi
I lottatori premiati ricevettero un bonus di 50.000 dollari.
Legenda:
- FOTN: Fight of the Night (vengono premiati entrambi gli atleti per il miglior incontro dell'evento)
- POTN: Performance of the Night (viene premiato il vincitore per la migliore performance dell'evento)